# Lúcio Quíncio Cincinato (tribuno consular em 438 a.C.)
Lúcio Quíncio Cincinato (em latim: Lucius Quinctius Cincinnatus) foi um político da gente Quíncia nos primeiros anos da República Romana eleito tribuno consular por três vezes, em 438, 425 e 420 a.C. Era filho de Lúcio Quíncio Cincinato, ditador romano em 458 e 439 a.C., e irmão de Cesão Quíncio, de Tito Quíncio Peno Cincinato, cônsul em 431 e 428 a.C. e tribuno consular em 426 a.C., e de Quinto Quíncio Cincinato, tribuno consular em 415 e 405 a.C..

## Tribuno consular (438 a.C.)
Lúcio Quíncio foi eleito tribuno consular em 438 a.C. com Mamerco Emílio Mamercino e Lúcio Júlio Julo. Durante seu mandato, a colônia de Fidenas (em latim: Findenae) se revoltou contra os romanos, expulsando a guarnição local e se aliando ao rei de Veios, Tolúmnio, assassinando depois os emissários enviados por Roma.

## Guerra contra Fidenas
Em 437 a.C., Lúcio Quíncio foi escolhido mestre da cavalaria (magister equitum) pelo ditador e colega Mamerco Emílio, que nomeou como seus legados, Tito Quíncio Capitolino Barbato, que já havia sido cônsul por seis vezes, e Marco Fábio Vibulano. Enquanto Lúcio Quíncio comandava o centro do exército, apoiado pela cavalaria, Mamerco comandava pessoalmente a ala esquerda e conseguiu uma grande vitória, recebendo um triunfo por ela.

## Tribuno consular (425 a.C.)
Em 425 a.C. foi eleito tribuno novamente, desta vez com Aulo Semprônio Atratino, Lúcio Fúrio Medulino e Lúcio Horácio Barbato.
Neste ano foi firmada uma trégua de vinte anos com Veios, derrotada no ano anterior por Mamerco Emílio Mamercino à frente das muralhas de Fidenas, e uma outra de três anos com os équos.

## Tribuno consular (420 a.C.)
Em 420 a.C., foi eleito pela terceira vez, desta vez com Marco Mânlio Vulsão e, novamente, Lúcio Fúrio Medulino e Aulo Semprônio Atratino.
Neste ano não houve conflitos com os povos vizinhos, mas, na cidade, a tensão foi grande por causa da eleição dos questores, uma posição que até então era um apanágio dos senadores e que, com base numa nova lei, podia ter membros eleitos inclusive da plebe. O processo, conduzido por Aulo Semprônio, leva à eleição de candidatos todos patrícios, o que provoca a ira dos tribunos da plebe Aulo Antíscio, Sexto Pompílio e Marco Canuleio. Eles conseguem então condenar o primo de Aulo Semprônio, Caio Semprônio Atratino, cônsul em 423 a.C., pela má condução da guerra contra os volscos em 423 a.C. e obrigam-no a pagar uma multa de 15 000 asses.
Foi também em 420 a.C. que o processo contra virgem vestal Postúmia, acusada de má conduta, foi finalmente encerrado com sua absolvição.